# Przestępstwo
Przestępstwo – czyn zabroniony uznany za zasadniczo społecznie szkodliwy lub społecznie niebezpieczny, konkretnie zdefiniowany i zagrożony karą na mocy prawa karnego.
W większości krajów istnieją kodeksy karne, zawierające zbiory norm prawa karnego, lecz w niektórych krajach takiej kodyfikacji nie przeprowadzono.

## Definicje przestępstwa w prawie karnym
Polski Kodeks karny z 1997 r. nie zawiera definicji przestępstwa, lecz można ją skonstruować na podstawie następujących przepisów części ogólnej Kodeksu karnego: art. 1, 2, 7 i 9 KK. Przestępstwem jest czyn zabroniony pod groźbą kary jako zbrodnia albo występek, przez ustawę obowiązującą w czasie jego popełnienia, bezprawny, zawiniony i społecznie szkodliwy w stopniu wyższym niż znikomy. Powyższa definicja przestępstwa jest definicją formalno-materialną.
Definicja formalna przestępstwa, istniejąca na gruncie prawa karnego znakomitej większości państw, odwołuje się jedynie do wyczerpania zachowaniem sprawcy ustawowych znamion czynu zabronionego, ignorując kwestię negatywnego wpływu tego czynu na funkcjonowanie społeczeństwa. Koncepcja materialnej istoty przestępstwa, zwanej też społeczną, zwraca uwagę, że przestępstwo jest faktem społecznym, w związku z czym postuluje się, aby prawodawca zakazywał pod groźbą kary jedynie czynów szkodliwych społecznie. Postulat, aby zaistnienie społecznej szkodliwości czynu było warunkiem koniecznym do uznania go za przestępstwo, kierowany jest również do stosujących prawo karne, przede wszystkim sądów. Uwzględnia to polskie prawo karne, które stanowi, że chociaż zachowanie sprawcy wypełnia znamiona czynu zabronionego, to przestępstwem nie jest, jeżeli jest szkodliwe społecznie w stopniu znikomym albo w ogóle nie cechuje się społeczną szkodliwością (art. 1 § 2 Kodeksu karnego).
Należy dodać, że możliwa jest także ściśle materialna definicja przestępstwa – przestępstwo jest czynem społecznie szkodliwym (względnie społecznie niebezpiecznym). Definicja taka nie jest możliwa do zaakceptowania na gruncie nowoczesnego prawa karnego, całkowicie ignoruje bowiem konieczność opisania czynu w ustawie, co narusza gwarancyjną funkcję prawa karnego.

## Geneza

### Etymologia
Pojęcie przestępstwa wywodzi się od określenia z prawa rzymskiego – łac. crimen (stąd ang. i fr. crime, wł. crimine, hiszp. crimen, duń. kriminalitet), które jest zbliżone znaczeniowo do łac. delictum (delikt – przestępstwo, przewinienie) i powszechnie w języku prawniczym oznacza przestępstwo prawa publicznego, inaczej czyn zabroniony w prawie karnym.

### Racjonalizacja karania
Uzasadnienia uznania pewnych czynów jako karalnych mogą być różne. Bronisław Wróblewski takie uzasadnienie nazywa racjonalizacją kary i wyróżnia jej trzy rodzaje: sakralną, sprawiedliwościową i celowościową.
- Racjonalizacja sakralna opiera się na założeniu, że za naruszenie pewnych norm ustanowionych przez istotę wyższą sprawca powinien ponieść karę – czy to z powodu samego naruszenia norm, czy też dlatego, że nieukaranie sprawcy może sprowadzić gniew bóstwa na całą społeczność.
- Racjonalizacja sprawiedliwościowa stanowi punkt wyjścia dla każdego współczesnego prawa karnego. Postępowaniem sprawiedliwym ma być ukaranie sprawcy przestępstwa. Kara stanowi odpłatę za popełnione przestępstwo, a jej miarą jest ciężar przestępstwa i wina sprawcy, tylko wtedy bowiem kara będzie sprawiedliwa.
- Racjonalizacja celowościowa odwołuje się nie do abstrakcyjnie pojmowanej sprawiedliwości, a do celów, jakie ta kara ma spełniać. Już Platon stwierdził, że żaden rozumny sędzia nie karze z tego powodu, że popełniono występek, ale w tym celu, aby go więcej nie popełniano (zob. łac. nemo prudens punit quia peccatum est, sed ne peccetur przypisywane Senece). W zależności od okresu historycznego i państwa tym stwierdzeniem uzasadniano bądź ciężkie kary (zwłaszcza karę śmierci), bądź kary lekkie, połączone z resocjalizacją przestępców. Dalej Platon stwierdza, że to co już się stało, nie może się odstać, temu natomiast, co ma dopiero się stać, można zapobiec.

### Rola państwa
Początkowo ściganie osoby, która wyrządziła szkodę należało wyłącznie do pokrzywdzonego. Z czasem dużego znaczenia nabrała zemsta rodowa. Zaczęto również rozróżniać czyny godzące w dobro ogółu (łac. delicta publica, crimina publica albo crimen) i czyny naruszające wyłącznie interes jednostki (łac. delicta privata). Te pierwsze mogły być ścigane początkowo przez każdego, z czasem uprawnienia do ścigania i karania przejął na wyłączność władca lub państwo.

## Ewolucja odpowiedzialności karnej

### Prawo wczesnośredniowieczne
- Nie wykształciły się ogólne zasady odpowiedzialności karnej.
- Nie odróżniano bezprawia karnego od cywilnego (np. złodziej odpowiadał tak samo jak dłużnik będący w zwłoce).
- Za przestępstwo uważano każde działanie (zaniechanie), które powodowało szkodę.
- Szeroko traktowano związek przyczynowy (nexus causalis) między zachowaniem sprawcy a zaistniałym skutkiem. Sprawca odpowiadał nawet za przypadek.
- Przyjmowano zasadę przyczynowości formalnej (wystarczyło jakiekolwiek powiązanie skutku z osobą sprawcy) np. właściciel stawu odpowiadał za śmierć topielca.
- Z czasem pojawił się tendencje do ograniczenia związku przyczynowego (tworzenie domniemań, rozwój empirii kryminalnej).
- Z reguły nie brano pod uwagę winy sprawcy. Z drugiej strony pojawiły się początku subiektywizacji odpowiedzialności (zabójstwo z przypadku wykluczało możliwość stosowania odwetu); przewidywano mniejszą odpowiedzialność za przestępstwa popełnione niechcący, ale przypadkiem; zaczęto uwzględniać okoliczności popełnienia przestępstwa.

### Prawo późnośredniowieczne
- Różnicowano odpowiedzialność sprawcy ze względu na jego subiektywny stosunek do czynu.
- Rozstrzygnięcia podejmowano w sposób kazuistyczny, opierając się na przesłankach zewnętrznych (np. jeżeli sprawca ukrył zwłoki – zachodziło domniemanie o złym zamiarze).
- Przestępstwa popełnione ze złym zamiarem karano surowiej.

### Prawo włoskie
- Za podstawę odpowiedzialności karnej uznano stronę podmiotową przestępstwa (winę). Zaczęto brać pod uwagę wewnętrzne nastawienie sprawcy do czynu, świadomość sprawcy.
- Rozróżniano winę umyślną (dolus) i winę nieumyślną (culpa).
- Odróżniono winę nieumyślną od czystego przypadku (casus fortuitus), za który sprawca z reguły nie ponosił odpowiedzialności.
- Rozwiązania włoskie upowszechniły się w prawodawstwie europejskim za pośrednictwem Constitutio Criminalis Carolina. Tam jednak wina traktowana była kazuistycznie.

### Prawo staropolskie
- Początkowo dominowało oparcie na obiektywnej podstawie odpowiedzialności.
- Statuty Kazimierza Wielkiego traktowały winę kazuistycznie. Korektura Taszyckiego wciąż utożsamiała winę nieumyślną z przypadkiem; Statuty Litewskie odróżniały winę umyślną od nieumyślnej przy zabójstwach.
- Praktyka sądowa zmierzała do eliminowania odpowiedzialności karnej za przypadek; dopiero w wieku XVII doszło do rozróżnienia nieumyślności od przypadku przy zabójstwie.
- Do czasów rozbiorów polska doktryna nie stworzyła ogólnej teorii winy umyślnej, nieumyślnej i przypadku.

### Koncepcje doktrynalne
- Doktryna humanitarna postulowała pełną subiektywizację odpowiedzialności karnej.
- Przedstawiciele szkoły klasycznej przyjęli za podstawę odpowiedzialności winę.
- Doktryny pozytywistyczne kwestionowały wolną wolę jednostki. Szkoła antropologiczna twierdziła, że człowiek staje się przestępcą ze względu na uwarunkowania genetyczne. Szkoła socjologiczna twierdziła, że wola i działania człowieka są ściśle uzależnione od czynników społecznych.

### Zasady nowoczesne (od przełomu XIX i XX wieku)
- Przestępstwo zaczęto określać jako czyn, zgodny z ustawowym zespołem znamion, bezprawny i zawiniony.
- Na winę składają się świadomość i wola sprawcy. Teoria psychologiczna utożsamiała winę z procesem psychicznym (wady: przy niedbalstwie występuje tylko ocena, brak stosunku psychicznego). Teoria normatywna w winie widziała osobistą zarzucalność (sprawca nie postąpił zgodnie z prawem).

## Struktura przestępstwa
W doktrynie prawa karnego przyjmuje się, że na strukturę przestępstwa składa się kilka elementów, które muszą wystąpić łącznie: czyn człowieka, wyczerpanie przez ten czyn ustawowych znamion czynu zabronionego, jego karna bezprawność, szkodliwość społeczna oraz wina sprawcy. Brak choćby jednego elementu oznacza, że czyn nie może zostać uznany za przestępstwo.

### Czyn człowieka
Odpowiedzialności karnej może podlegać tylko człowiek, bowiem ogólną zasadą prawa jest, że tylko człowiek może być podmiotem praw i obowiązków. Niemożliwe jest więc pociągnięcie do odpowiedzialności karnej zwierzęcia. Odpowiedzialność ta jest osobista, współczesne polskie prawo karne nie operuje pojęciem zbiorowej odpowiedzialności karnej, zgodnie z zasadą wyrażonej w łacińskiej paremii societas delinquere non potest (spółki (podmioty zbiorowe) nie odpowiadają za delikty). Zasada ta jednak na gruncie prawa karnego wielu państw doznaje w ostatnich latach wyjątków. Państwa takie, jak np. Francja, Stany Zjednoczone Ameryki, Kanada i wiele innych znają odpowiedzialność karną podmiotów zbiorowych. Także polskie prawo przewiduje odpowiedzialność podmiotów zbiorowych za czyny zabronione pod groźbą kary, jednak nie ma ona charakteru ściśle karnego, lecz stanowi swego rodzaju odpowiedzialność prawną. Odpowiedzialność karna nigdy nie może przechodzić na inne osoby, w tym nie jest dziedziczna. Inaczej może wyglądać odpowiedzialność ze zobowiązań w prawie cywilnym.
Przez czyn należy rozumieć stanowiące realizację decyzji woli zachowanie się przejawiające się w formie działania lub zaniechania. Wszelkiego rodzaju zachowania niebędące efektem realizacji decyzji woli nie stanowią czynu, np. zachowania będące wynikiem działania siły bezwzględnej (łac. vis absoluta), czy podjęte w odruchu bezwarunkowym.
Nie jest więc dopuszczalne pociągnięcie do odpowiedzialności karnej za myśli, które nie zostały uzewnętrznione, nie są bowiem czynami.

### Wyczerpanie ustawowych znamion czynu zabronionego
Koncepcja znamion ustawowych czynu zabronionego została wypracowana przez tzw. kierunek dogmatyczno-normatywny w nauce prawa karnego. Jego głównymi przedstawicielami byli Karl Binding i Ernst Beling. Ten drugi określał przestępstwo jako zgodność konkretnego czynu z ustawowo określonym stanem faktycznym. Obecnie taką zgodność nazywa się właśnie wyczerpaniem ustawowych znamion czynu zabronionego. Przykładowo wskazać można, iż do znamion typu podstawowego czynu zabronionego określonego w art. 278 § 1 kk (tzw. przestępstwo kradzieży) należą:
- zabór
- w celu przywłaszczenia
- cudzej rzeczy ruchomej.

Do takiego wzorca organ stosujący prawo karne „przymierza” zachowanie sprawcy. Czyn ten może być nacechowany występowaniem innych oprócz wymaganych przez ustawę właściwości. Chociaż nie przesądzają one istocie czynu zabronionego/przestępstwa, to jednak mogą być brane pod uwagę przy wymierzeniu sprawcy kary.
Sytuacje, w których zachowanie się sprawcy wyczerpuje znamiona więcej niż jednego typu czynu zabronionego, określane są w prawie karnym jako zbieg przepisów. Zbieg przepisów może mieć charakter faktyczny i jest wtedy określany jako rzeczywisty (realny) zbieg przepisów albo charakter pozorny (pomijalny, przy czym znaczna część doktryny nie utożsamia zbiegu pozornego z pomijalnym, uważając, że w wypadku zbiegu pomijalnego zachodzi zbieg rzeczywisty, jednak należy go pominąć przy kwalifikacji prawnej czynu, gdy w wypadku zbiegu pozornego w istocie żaden zbieg nie występuje, a zachodzi tylko „pozór” jego istnienia).
Realny zbieg przepisów występuje w sytuacji, gdy w celu oddania przez kwalifikację prawną czynu jego całej treści kryminalnej konieczne jest posłużenie się kilkoma znamionami czynów zabronionych. Przykładowo wskazać można na zachowanie się zamachowca, który jednym czynem zabija zarówno Prezydenta RP, jak i osobę z jego ochrony; czyn taki wyczerpuje znamiona czynów zabronionych określonych w różnych przepisach części szczegółowej kodeksu karnego. W sytuacji takiej sąd skazuje sprawcę na podstawie wszystkich przepisów i wymierza karę na podstawie przepisu przewidującego karę najsurowszą.
Pozorny zbieg przepisów prawa karnego występuje w sytuacji, gdy zachowanie sprawcy wyczerpuje co prawda znamiona wielu czynów zabronionych, ale faktu tego nie uwzględnia się ze względu na przyjęte w danym systemie prawnym tzw. reguły wyłączania wielości ocen. Teoria prawa karnego wyróżnia następujące reguły wyłączania wielości ocen:
- regułę specjalności (lex specialis derogat legi generali)
- regułę pochłaniania (konsumpcji) (lex consumens derogat legi consumptae)
- regułę subsydiarności (lex primaria derogat legi subsidiariae).

Część doktryny jest zdania, że tylko zastosowanie reguły specjalności pociąga za sobą zaistnienie zbiegu pozornego. Zaistnienie reguły subsydiarności albo konsumpcji oznacza natomiast zbieg pomijalny.
Zasada specjalności znajduje między innymi zastosowanie, gdy zachowanie sprawcy wyczerpuje znamiona określone zarówno w typie podstawowym, jak i w typie zmodyfikowanym, tj. kwalifikowanym albo uprzywilejowanym. Np. zabicie przez matkę dziecka pod wpływem porodu wyczerpuje także znamiona zabójstwa, jednak ze względu na regułę specjalności dzieciobójczyni nie będzie odpowiadała za podstawowy typ zabójstwa. Generalnie jeden przepis jest specjalnym wobec drugiego wtedy, kiedy zawiera wszystkie ustawowe znamiona w nim określone oraz jeszcze co najmniej jedno dodatkowe. Jest więc od niego bogatszy w treść normatywną, lecz ma węższy zakres zastosowania. Zatem zachowanie odpowiadające czynowi opisanemu w przepisie specjalnym jest w pełni opisane właśnie w tym przepisie. Skoro tak, to sam ten przepis wystarczy, by oddać w pełni zawartość kryminalną czynu. Dlatego – aczkolwiek czyn ten wypełnia formalnie także znamiona czynu opisanego w przepisie ogólnym – zachodzi pozorny zbieg przepisów. Przepis ogólny nie zostaje ujęty w kwalifikacji prawnej konkretnego czynu zabronionego.
Zasada pochłaniania znajduje zastosowanie w sytuacji, gdy popełnienie jednego czynu zabronionego wiąże się typowo z realizacją znamion drugiego i zawiera wszystkie te elementy, które decydują o społecznej szkodliwości tego drugiego czynu. Konsumpcję ocenia się zawsze w realiach konkretnego stanu faktycznego. Dla przykładu wskazać można sytuację, w której włamywacz swoim postępowaniem wyczerpuje nie tylko znamiona przestępstwa kradzieży z włamaniem, ale także przestępstwa naruszenia miru domowego; zwykle bowiem włamanie charakteryzuje się wtargnięciem wbrew woli właściciela do jego pomieszczeń (nie dotyczy to chyba tylko włamania do skrzynki, walizki, kasetki itp.). Ponadto typowo włamanie polega na uszkodzeniu cudzej rzeczy (np. przez wybicie okna). Jednak konsumpcja zachodzi tylko wtedy, gdy szkoda wyrządzona samym włamaniem jest istotnie niższa od wartości skradzionej rzeczy. Jeżeli jest inaczej, należy w kwalifikacji prawnej zachowania sprawcy uwzględnić zarówno przepis o kradzieży z włamaniem, jak przepis o uszkodzeniu rzeczy. Dlatego właśnie zasada konsumpcji nie ma charakteru bezwzględnego, lecz ocenia się ją w świetle ustaleń w konkretnej sprawie.
Zasada subsydiarności zakłada istnienie typów głównych i pomocniczych czynu zabronionego. Zaistnienie typu głównego wyłącza zastosowanie typu pomocniczego. Obecnie ta zasada odnosi się tylko do sprzedajności funkcjonariusza publicznego.

### Karna bezprawność czynu
Sprowadza się do sprzeczności zachowania wyczerpującego ustawowe znamiona czynu zabronionego z prawem karnym. Typowo każdy czyn, który wypełnia ustawowe znamiona czynu zabronionego, jest bezprawny. Bezprawność jego jest zatem regułą, ale regułą doznającą wyjątków. Wyjątki takie wynikają z przepisów prawa wprost lub pośrednio. Noszą nazwę kontratypów. Kontratyp określony wprost w przepisach prawa nazywa się kontratypem ustawowym. Natomiast okoliczności wyłączające bezprawność karną, które nie wynikają z przepisów wprost, lecz dadzą się wyinterpretować choćby z ogólnych zasad prawa, nazywamy kontratypami pozaustawowymi. Działanie w ramach kontratypu oznacza, że czyn spełniający formalnie znamiona czynu zabronionego nie jest przestępstwem z uwagi na brak cechy bezprawności kryminalnej. Co za tym idzie, sama bezprawność kryminalna (karna) sprowadza się do dwóch elementów – popełnienia czynu zabronionego przez ustawę pod groźbą kary jako przestępstwo i nieistnienia okoliczności wyłączającej bezprawność (legalizującej czyn zabroniony).

### Szkodliwość społeczna czynu
W rozumieniu potocznym społeczna szkodliwość czynu oznacza, iż zachowanie sprawcy przynosi stratę, uszczerbek danej społeczności. W rozumieniu prawa karnego jest to jednak pojęcie normatywne – kodeks karny expressis verbis określa kryteria, które należy brać pod uwagę przy ocenianiu społecznej szkodliwości konkretnego czynu. Zostały one ujęte w art. 115 § 2 Kodeksu karnego. Są to:
- rodzaj i charakter naruszonego dobra,
- rozmiary wyrządzonej lub grożącej szkody,
- sposób i okoliczności popełnienia czynu,
- rodzaj naruszonych przez sprawcę obowiązków,
- postać zamiaru i motywację sprawcy,
- rodzaj naruszonych reguł ostrożności i stopień ich naruszenia.

Tak więc sąd, orzekając o społecznej szkodliwości czynu, musi się kierować kryteriami ustalonymi przez ustawodawcę. Kodeks karny z 1969 r. posługiwał się pojęciem społecznego niebezpieczeństwa czynu; pojęcie to nie zostało jednak recypowane przez obecnie obowiązującą regulację ze względu na to, iż przypisywano mu treści natury ideologicznej. Wprowadzenie do Kodeksu karnego pojęcia społecznej szkodliwości czynu miało także na celu zdezaktualizowanie części PRL-owskiego orzecznictwa sądowego nasyconego właśnie treścią ideologiczną.
Czyn wypełniający znamiona czynu zabronionego pod groźbą kary nie jest przestępstwem, jeżeli jego szkodliwość społeczna jest znikoma lub w ogóle jej brak. Wyraża to łacińska paremia nullum crimen sine periculo sociali (pol. „nie ma przestępstwa bez niebezpieczeństwa dla społeczeństwa (szkodliwości społecznej)”). Jeżeli szkodliwość czynu jest znikoma, nie wyklucza to pociągnięcia sprawcy do odpowiedzialności za wykroczenie, jeżeli takowy typ wykroczenia istnieje (np. wykroczeniem jest zabór w celu przywłaszczenia cudzej rzeczy ruchomej, której wartość nie przekracza 1/4 wysokości minimalnego wynagrodzenia)

### Wina sprawcy
Naczelna zasada prawa karnego – nie ma przestępstwa bez winy sprawcy – łac. Nullum crimen sine culpa

#### Teorie winy
- psychologiczna (woli i wyobrażenia)
- normatywna (czysta i kompleksowa)
- relacyjna
- prewencyjna

#### Wiek
Uzasadnione jest karanie tylko tych sprawców czynów zabronionych, którzy osiągnęli taki stopień dojrzałości psychicznej, że są w stanie rozpoznać znaczenie popełnionego przez siebie czynu. Prawodawca musi więc wskazać sposób, w jaki będzie następowało określanie stopnia rozwoju sprawcy. Przyjmuje się tu dwa rozwiązania, zazwyczaj modyfikowane:
- W każdej indywidualnej sprawie sąd stwierdza na podstawie opinii biegłych, czy sprawca osiągnął już odpowiedni stopień rozwoju umysłowego.
- Ustawodawca określa sztywną granicę wieku, po której sprawca może podlegać odpowiedzialności karnej.

Współczesne ustawodawstwo karne większości państw stosuje drugie rozwiązanie, z pewnymi zastrzeżeniami. Taka koncepcja niesie jednak ze sobą pewne zagrożenie schematyzmem, gdyż osiąganie przez człowieka dojrzałości w aspekcie umysłowym, emocjonalnym, społecznym i moralnym nie dokonuje się w dającym się wyraźnie wyznaczyć punkcie czasowym, lecz jest procesem ciągłym. Zaletą są natomiast znaczne oszczędności na czasie i środkach w procesie karnym.
Polskie prawo karne zawiera wyjątki od ogólnej granicy wieku odpowiedzialności karnej w celu skorygowania wad tego rozwiązania.
Na zasadach określonych w kodeksie karnym odpowiada osoba, która w chwili popełnienia czynu ukończyła 17 lat.
Wyjątkowo na zasadach określonych w kodeksie karnym odpowiadać może osoba, która po ukończeniu 15 lat, ale przed ukończeniem lat 17 dopuściła się przestępstwa (art. 10 § 2 kk):
- zamachu na Prezydenta RP (art. 134)
- zabójstwa w typie podstawowym (art. 148 § 1) i kwalifikowanym (art. 148 § 2 i 3)
- umyślnego spowodowania ciężkiego uszczerbku na zdrowiu (art. 156 § 1 lub 3)
- umyślnego sprowadzenia katastrofy zagrażającej życiu lub zdrowiu wielu osób albo mieniu w wielkich rozmiarach (art. 163 § 1 lub 3, art. 173 § 1 lub 3)
- porwania statku wodnego lub powietrznego (art. 166)
- zgwałcenia w typie kwalifikowanym (art. 197 § 3 i 4)
- czynnej napaści z użyciem broni, noża lub innego podobnie niebezpiecznego przedmiotu albo środka obezwładniającego, wspólnie i w porozumieniu z inną osobą na funkcjonariusza publicznego lub osobę mu pomagającą, gdy wskutek napaści nastąpił ciężki uszczerbek na zdrowiu (art. 223 § 2)
- wzięcia lub przetrzymywania zakładnika (art. 252 § 1 lub 2)
- rozboju (art. 280).

Warunkiem koniecznym jest, aby okoliczności sprawy oraz stopień rozwoju sprawcy, jego właściwości i warunki osobiste za tym przemawiały, w szczególności jeżeli poprzednio stosowane środki wychowawcze lub poprawcze okazały się bezskuteczne.
Jeśli sprawca występku w momencie popełnienia czynu ukończył lat 17, natomiast nie ukończył lat 18, to sąd zamiast kary stosuje środki wychowawcze, lecznicze albo poprawcze przewidziane dla nieletnich, jeżeli okoliczności sprawy oraz stopień rozwoju sprawcy, jego właściwości i warunki osobiste za tym przemawiają.

#### Poczytalność
Polskie prawo karne stanowi, że nie popełnia przestępstwa, kto z powodu choroby psychicznej, upośledzenia umysłowego lub innego zakłócenia czynności psychicznych nie mógł w czasie czynu rozpoznać jego znaczenia lub pokierować swoim postępowaniem. Zasady tej nie stosuje się, jeśli niemożność rozpoznania znaczenia czynu lub pokierowania swoim postępowania były skutkiem wprawienia się przez sprawcę w stan nietrzeźwości, o ile sprawca przewidywał albo mógł przewidzieć powstanie stanu niepoczytalności (art. 31 Kodeksu karnego).
Niemożność rozpoznania znaczenia czynu może polegać zarówno na tym, że sprawca w rezultacie doznawanych przezeń zakłóceń czynności psychicznych nie dostrzega związku między popełnionym przez niego czynem a jego skutkami (na przykład gdy nie potrafi rozeznać, że wyrzucenie określonego przedmiotu przez okno lub rozpalenie ogniska w mieszkaniu może skutkować rozstrojem zdrowia lub śmiercią innych osób lub zniszczeniem mienia), jak i na tym, iż z powodu tych zakłóceń nie jest on w stanie zrozumieć społecznego znaczenia dóbr będących przedmiotem ochrony prawa karnego, przykładowo nie jest w stanie dokonać moralnej oceny czynów naruszających życie lub zdrowie ludzkie. W doktrynie prawa karnego pierwszą z omówionych sytuacji określa się niemożnością rozpoznania warstwy ontologicznej czynu, drugą – niemożnością rozpoznania jej warstwy aksjologicznej.
Niemożność pokierowania swoim postępowaniem polega na braku zdolności do włączenia hamulców lub stymulatorów psychicznych tak, by nie popełnić przestępstwa. Tytułem przykładu narkoman może być zdolny do rozpoznania zarówno ontologicznej, jak i aksjologicznej warstwy popełnionego przez siebie rozboju, ale z powodu paraliżującego jego wolę głodu narkotycznego może nie być w stanie pokierować swoim postępowaniem.
Jeśli sąd stwierdzi, że sprawca w stanie niepoczytalności popełnił czyn zabroniony o znacznej społecznej szkodliwości i zachodzi wysokie prawdopodobieństwo, że popełni taki czyn ponownie, to orzeka umieszczenie takiego sprawcy w odpowiednim zakładzie psychiatrycznym (art. 94 Kodeksu karnego).

## Zagadnienie związku przyczynowo-skutkowego
Zagadnienie to należy do najbardziej spornych w literaturze i orzecznictwie z zakresu prawa karnego. Jest zasadą, że odpowiedzialność za przestępstwo skutkowe (polegające na sprowadzeniu określonego skutku) może ponieść tylko ten, kto skutek ten wywołał. Związek przyczynowy (przyczynowo-skutkowy) jest zatem znamieniem skutkowych czynów zabronionych. Jest to przy tym tzw. znamię milczące, bowiem nie jest ono wyrażone wprost w treści przepisu, ale w sposób oczywisty z niego wynika.
Wątpliwości w literaturze nie budzi więc to, czy należy ustalać związek przyczynowy, lecz to, w jaki sposób powinno się to robić. Przepisy prawa karnego nie określają (w przeciwieństwie do prawa cywilnego, por. hasło związek przyczynowy) metody, jaką należy się przy tym posługiwać. Dlatego istnieje kilka teorii związku przyczynowego:
- teoria ekwiwalencji
- teoria adekwatności (adekwancji)
- teoria relewancji
- teoria społecznie niebezpiecznego (szkodliwego) przyczynienia się
- teoria skutków koniecznych i przypadkowych
- teoria obiektywnego przypisania (przy czym ta ostatnia teoria wykracza poza zakres samego przypisania skutku, lecz odnosi się też do kwestii związanych z przypisaniem winy).

Teoria równorzędności warunków zwana także teorią ekwiwalencyjną zakłada obiektywny charakter związku przyczynowego, przy czym na skutek składa się zawsze szereg warunków, które łącznie tworzą jego przyczynę. W prawie karnym dla ustalenia, czy zachowanie się człowieka jest przyczynowe dla skutku, wystarczy stwierdzić, iż jest ono jednym z warunków. W tym celu posługujemy się metodą zwaną testem sine qua non.
Kolejna koncepcja to teoria przeciętnej przyczynowości zwana także teorią adekwatną (adekwancji), która mówi że należy przyjąć istnienie związku przyczynowego jako postawy odpowiedzialności za skutek jeżeli skutek jest „przeciętnym”, normalnym następstwem tego typu czynu. Teoria więc zakłada porównywanie skutków i przyczyn dla ustalenia zwyczajnych przyczyn i eliminacji nadzwyczajnych. Porównywanie to odbywa się z punktu widzenia obiektywnego obserwatora posiadającego zarówno wiedzę modelową, jak również wiedzę będącą w posiadaniu sprawcy.
Odmienną teorią przeciętnej przyczynowości jest teoria relewancji, która w przeciwieństwie do teorii adekwatnej nie „poprawia” obiektywnego związku przyczynowego przez prawnicze kryteria wartościowania, lecz przeprowadza to wartościowanie po ustaleniu przyczynowości metodą sine qua non. Obowiązuje więc w niej przypisanie działaniu sprawcy znaczenia prawnie relewantnego.
W nauce marksistowskiej występowała także teoria skutków koniecznych i przypadkowych. Teoria ta głosiła, że odpowiadać karnie można tylko za konieczne nie zaś przypadkowe następstwa (skutki) czynu.
Teoria społecznie niebezpiecznego przyczynienia się zakłada, że działanie może również podlegać wartościowaniu pod względem oddziaływania negatywnego społecznie, socjologicznie.
Teoria warunku odpowiadającego empirycznie potwierdzonej prawidłowości zwana również teorią warunku właściwego zakłada, że skutek można przypisać wyłącznie tym działaniom, które są zgodne z zaobserwowanymi prawami przyczynowymi występującymi w danym związku kauzalnym.
W prawie karnym związek między zachowaniem się człowieka a skutkiem przestępnym ma charakter bezwzględny, lecz nie wystarczający powstania odpowiedzialności. Związek taki musi odpowiadać pewnym cechom. W Polskim Kodeksie karnym musi mieć on cechę działania rozumianego jako społecznie niebezpieczne w stopniu wyższym niż znikomy. Zaniechanie sankcjonowane jest bowiem wyłącznie w przypadkach gwarantów nienastąpienia skutku. Na skutek składa się z góry nieokreślona liczba różnorodnych obiektywnych warunków (miejsce, czas, sytuacja, środki). Jednak znaczenie ma tylko to, czy zachowanie się człowieka było na tyle istotne (znaczne), iż można powiedzieć, że spowodował on skutek w tych określonych warunkach. Kryterium związku przyczynowego w prawie karnym trzeba poszukiwać w tym, czy zachowanie się człowieka odpowiadało określonemu w ustawie sposobowi powodowania skutku (sformułowania w jaki sposób „zabija”, „niszczy”, „pozostawia w położeniu” itd.). Cecha sprawstwa jest zatem wnioskiem o istnieniu związku przyczynowego, zaś społeczne niebezpieczeństwo stanowi stopniowalne kryterium materialnej treści przestępstwa zarówno skutkowego (materialnego), bezskutkowego (formalnego), czy tylko usiłowania przestępstwa.

## Konstrukcja normy prawa karnego
Norma prawna to wynikająca z przepisów reguła postępowania, wydana lub usankcjonowana przez państwo, zagwarantowana przymusem państwowym.
Norma dzieli się na trzy części:
1. Hipoteza – określa rodzaj sytuacji w przypadku której zaistnienia norma znajdzie zastosowanie.
2. Dyspozycja – wskazuje obowiązujący w danej sytuacji sposób zachowania, tzn. że precyzuje co jest zabronione, a co należy zrobić.
3. Sankcja – informuje nas jakie skutki wywoła niezastosowanie się do dyspozycji normy. Należy zwrócić uwagę na to, że nie każda sankcja jest karą. Sankcja może też powodować nieważność danej czynności.

### Podmiot
Podmiotem przestępstwa może być tylko człowiek. Odpowiedzialność karną może ponieść sprawca, który w chwili popełnienia czynu ukończył 17 lat (art. 10 § 1 kk), a w warunkach szczególnych osoba, która ukończyła lat 15 (art. 10 § 2 kk). Osoba, która w chwili popełnienia czynu nie ukończyła 17 lat, nazywana jest w nauce prawa karnego materialnego nieletnim. W odniesieniu do klasyfikacji wiekowej polska ustawa karna wyróżnia również młodocianych, za których uważa się osoby, które w chwili popełnienia czynu nie ukończyły 21 lat oraz w chwili orzekania w I instancji lat 24. Podmiot wskazywany w przepisie prawnokarnym, w zależności od jego charakteru i właściwości determinuje występowanie dwóch typów czynów zabronionych; typu powszechnego i indywidualnego (właściwego-kwalifikowanego i niewłaściwego-uprzywilejowanego).

### Strona przedmiotowa
Odnosi się do tych elementów czynu zabronionego pod groźbą kary, które mają charakter czysto przedmiotowy. Są to:
- każdorazowo zachowanie się człowieka
- każdorazowo okoliczności modalne (czas, miejsce, sytuacja)
- niekiedy skutek.

### Strona podmiotowa
Postaci strony podmiotowej przestępstwa (określane czasem błędnie „formami winy”) wyrażają stosunek intelektualno-psychiczny sprawcy do popełnianego przestępstwa.
Są określane jako znamiona podmiotowe lub subiektywne;
- umyślność: zamiar popełnienia przestępstwa (zamiar bezpośredni) albo godzenie się na jego popełnienie (zamiar ewentualny),
- nieumyślność: świadoma lub nieświadoma.

### Przedmiot ochrony
Jest to dobro prawne, na straży którego ustanowiony został przepis prawa karnego. Można mówić o
- ogólnym przedmiocie ochrony – jest on właściwy dla całego systemu prawa karnego. Jego określenie rodzi w literaturze wątpliwości. Zwykle określa się go jako ogół stosunków społecznych w państwie lub jego konstytucyjny ład.
- rodzajowym przedmiocie ochrony – jest on właściwy dla grupy przepisów prawa karnego. Ujmuje się go na tyle ogólnie, by objął szereg zakazów prawnokarnych, a jednocześnie na tyle szczegółowo, by można było wskazać konkretne zakazy mające identyczny rodzajowy przedmiot ochrony. Np. przepis o kradzieży rzeczy chroni prawo własności, zaś przepis o oszustwie wszelkie mienie. Wspólnym dla nich rodzajowym przedmiotem ochrony jest mienie. Dążeniem ustawodawcy jest umieszczanie przepisów dotyczących tego samego rodzajowego przedmiotu ochrony w jednym rozdziale kodeksu karnego.
- szczególnym, bezpośrednim przedmiocie ochrony – jest on właściwy dla konkretnego zakazu prawnokarnego, stanowi zawężenie rodzajowego przedmiotu ochrony.

## Formy popełnienia przestępstwa
Są to kolejne formy popełniania czynu zabronionego. Wyróżnia się dwa rodzaje form; formy stadialne popełniania czynu zabronionego oraz formy współdziałania przestępnego zwane również postaciami zjawiskowymi.

### Formy stadialne
Wyodrębnianie form stadialnych wywodzi się z teorii drogi przestępstwa (iter delicti, iter criminis) nakazującej normatywne rozróżnienie etapów realizacji przestępstwa i ich różnej prawnej relewancji. Jest to związane z funkcją sprawiedliwościową i gwarancyjną prawa. W polskim prawie karnym zasadniczo wyróżniamy przygotowanie, usiłowanie i dokonanie. Zamiar, który nie został uzewnętrzniony i nie osiągnął etapu przygotowania jest bezkarny (cogitationis poenam nemo patitur).

#### Przygotowanie
Przygotowanie jest karalne tylko wtedy, gdy ustawa tak stanowi, gdy sprawca w celu popełnienia czynu zabronionego podejmuje czynności mające stworzyć warunki do przedsięwzięcia czynu zmierzającego bezpośrednio do jego dokonania, w szczególności w tymże celu:
- wchodzi w porozumienie z inną osobą
- uzyskuje lub przysposabia środki
- zbiera informacje (wywiad przestępczy)
- sporządza plan działania.

Przez tak ustawowo określone przygotowanie należy rozumieć tylko określone działania celowe. Niemożliwe jest więc przygotowywanie przez zaniechanie, a wina zachodzi w formie umyślnej w zamiarze bezpośrednim kierunkowym.
Przygotowanie jest karalne tylko wtedy, gdy ustawa tak stanowi. Dotyczy to kilkunastu najcięższych przestępstw, np. wszczynanie wojny napastniczej, ludobójstwo, zamach terrorystyczny, fałszerstwo pieniędzy i papierów wartościowych. Głównym powodem dla którego ustawodawca penalizuje tę formę stadialną na zasadzie wyjątku jest fakt, że na przygotowanie składają się zazwyczaj czynności wykonywane na co dzień, jak i to, że wiele czynów zabronionych jest dokonywanych przy użyciu przedmiotów codziennego użytku.
Przygotowanie jest objęte klauzulą niekaralności – nie podlega karze, kto dobrowolnie odstąpił od przygotowania, w szczególności zniszczył przygotowane środki lub zapobiegł skorzystaniu z nich przyszłości; w razie wejścia w porozumienie z inną osobą należy podjąć istotne starania zmierzające do zapobieżenia dokonaniu. Nie podlega karze także osoba, która dobrowolnie odstąpiła od dokonania lub zapobiegła skutkowi stanowiącego znamię czynu zabronionego (czyli na etapie usiłowania).

#### Usiłowanie
Usiłowanie jest zawsze karalne na gruncie kodeksu karnego. Odpowiedzialność karna za usiłowanie wymaga wystąpienia jednego elementu podmiotowego (zamiaru popełnienia przestępstwa) oraz dwóch przedmiotowych (zachowania które zmierza bezpośrednio do dokonania; braku dokonania).
Usiłowanie nie występuje m.in. przy przestępstwach jednochwilowych. Kwestią sporną jest to, czy można usiłować przestępstwa narażenia na niebezpieczeństwo. Według prof. Andrzeja Zolla nie można usiłować przestępstwa abstrakcyjnego narażenia na niebezpieczeństwo (usiłowanie podżegania, usiłowanie pomocnictwa), inny pogląd prezentuje orzecznictwo Sądu Najwyższego.
W polskim kodeksie karnym wyróżnia się dwie postacie usiłowania: usiłowanie udolne i usiłowanie nieudolne.
Znamiona usiłowania udolnego:
- zamiar popełnienia czynu zabronionego (zamiar bezpośredni lub zamiar ewentualny);
- zachowanie bezpośrednio zmierzające do popełnienia czynu zabronionego[6];
- brak popełnienia czynu zabronionego – brak dokonania ma miejsce, gdy sprawca nie ukończył czynności prowadzącej bezpośrednio do dokonania (usiłowanie nieukończone, niezupełne) albo mimo ukończenia tej czynności nie nastąpił zamierzony skutek (usiłowanie ukończone, zupełne).

Usiłowanie nieudolne nie stanowi obiektywnego zagrożenia dla dobra prawnego. Karalne jest tylko w dwóch wypadkach, gdy ma miejsce:
- użycie środka nienadającego się do popełnienia zamierzonego czynu,
- braku przedmiotu nadającego się do popełnienia nim zamierzonego czynu zabronionego.

W przypadku usiłowania nieudolnego sąd może zastosować nadzwyczajne złagodzenie kary, a nawet odstąpić od jej wymierzenia. Usiłowanie co do zasady jest karalne, ale zwykle powinno się je traktować jako okoliczność łagodzącą. (art. 14 § 2 kk)

#### Dokonanie
Polega na pełnej realizacji ustawowych znamion czynu zabronionego. Jest to najbardziej zaawansowana forma stadialna. Nie należy mylić dokonania z zakończeniem czynu. Np. nielegalne posiadanie broni jest dokonane w momencie, w którym sprawca objął broń palną w posiadanie, zaś zakończone – dopiero wtedy, kiedy pozbył się jej lub ją utracił.

### Formy zjawiskowe
Wyróżnia się dwa rodzaje form zjawiskowych sprawstwa, tj. formy sprawcze oraz formy niesprawcze. W ramach form sprawczych wyodrębnia się: sprawstwo pojedyncze (jednosprawstwo), współsprawstwo (współdziałanie sprawcze), sprawstwo kierownicze i sprawstwo polecające. W ramach niesprawczych form wyodrębnia się: pomocnictwo i podżeganie.

#### Sprawstwo pojedyncze (jednosprawstwo)
Kodeksowe określenie „kto wykonuje czyn zabroniony sam” oznacza wypełnienie przez zachowanie konkretnej osoby wszystkich znamion czynu zabronionego. Musi mieć miejsce:
- zgodność z ustawowym opisem czynu zabronionego z części szczególnej (nawiązanie do elementów teorii formalno-obiektywnej),
- sprawstwo to jedność elementów subiektywnych i obiektywnych (nawiązanie do teorii formalno-obiektywnej i subiektywnej),
- o sprawstwie decyduje istotność wkładu konkretnej osoby w popełnienie przestępstwa (nawiązanie do teorii materialno-obiektywnej),
- samodzielność w zakresie podejmowania decyzji o popełnieniu czynu zabronionego i samodzielność realizacji tej decyzji.

#### Współsprawstwo (współdziałanie sprawcze)
Dla przyjęcia współsprawstwa konieczne jest wykonanie czynu zabronionego wspólnie (element strony przedmiotowej) i w porozumieniu z inną osobą (element strony podmiotowej).
Co do porozumienia z inną osobą, to:
- musi być zawarte przed wykonaniem lub w trakcie wykonywania czynu,
- musi łączyć się z zaistnieniem świadomości wspólnego wykonywania czynu.

Porozumienie obejmuje:
- przy przestępstwach umyślnych – zamiar wspólnego popełnienia czynu zabronionego,
- przy przestępstwach nieumyślnych – dokonanie czynu naruszającego reguły ostrożności.

Porozumienie nie oznacza wspólnego zamiaru sprawców. Współsprawca nie będzie odpowiadał ze ekscesy drugiej osoby nieobjęte porozumieniem.
„Współsprawstwo” w formie zaniechania:
- przy przestępstwach formalnych z działania to wspólne niewykonanie obowiązku ciążącego na kolektywie;
- przy przestępstwach z zaniechania to nieprzeszkodzenie popełnieniu czynu zabronionego przez inną osobę, ale pod warunkiem, gdy po stronie nieprzeszkadzającego zachodził animus auctoris i zaniechanie było wynikiem porozumienia i istotnym wkładem w dokonanie.

Instytucja „współsprawstwa” przewiduje:
- poszerzenie zakresu odpowiedzialności karnej,
- przypisanie każdemu ze współsprawców całości przestępstwa popełnionego wspólnie przez co najmniej 2 osoby,
- świadomość i wolę realizacji treści porozumienia.

Jeżeli jeden ze współsprawców osiągnął etap usiłowania, to pozostali również ponoszą odpowiedzialność za usiłowanie. Analogicznie przedstawia się sytuacja przy przygotowaniu.

#### Sprawstwo kierownicze
Cechy charakterystyczne:
- kierowanie wykonaniem czynu zabronionego przez inną osobę,
- poszerzenie odpowiedzialności za sprawstwo,
- konieczność współdziałania dwóch osób, precyzyjne określenie ról prowadzące do wypełnienia znamion,
- przedmiot czynności kierującego to zachowanie bezpośredniego wykonawcy stanowiące realizację typu czynu zabronionego.

Płaszczyzny kierowania wykonaniem czynu zabronionego przez inną osobę:
- subiektywna – wola wykonania czyny zabronionego poprzez zachowanie innej osoby oraz świadomość kierującego panowania nad przebiegiem akcji przestępczej,
- obiektywna – wypełnienie przez kierującego znamienia czynnościowego oraz panowanie nad zachowaniem osoby kierowanej i realizacją przez nią znamion czynu zabronionego.

Kierowanie jest to sterowanie zachowaniem innej osoby – podjęcie decyzji o:
- rozpoczęciu akcji przestępczej,
- zmianie sposobu jej realizacji,
- przerwaniu podjętej akcji.

Jeżeli istnieje możliwość odpowiedzialności za sprawstwo kierownicze przestępstwa indywidualnego, gdy kierujący posiada cechy wymagane przez ustawę, a bezpośredni wykonawca cech tych nie posiada, do sprawcy kierowniczego stosuje się zasadę indywidualizacji.

#### Sprawstwo polecające

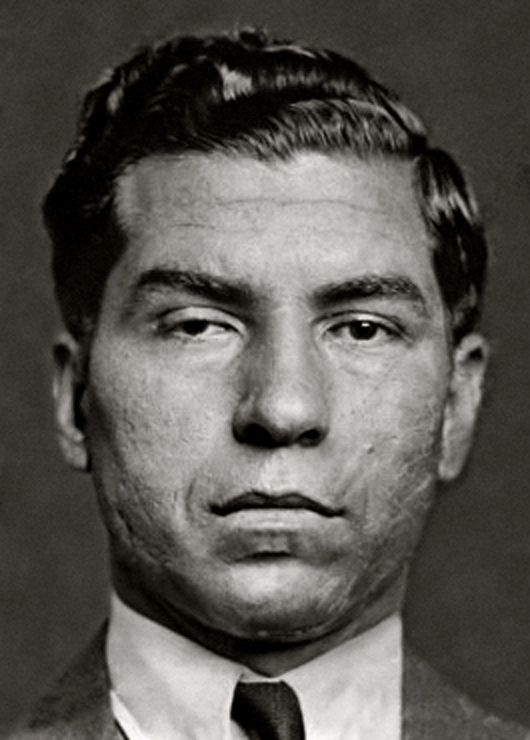
Charles „Lucky” Luciano jest uważany za ojca współczesnej przestępczości zorganizowanej, gdzie stosunki podległości są podstawą funkcjonowania.

Polega na wykorzystaniu uzależnienia innej osoby od siebie i polecenia jej wykonania czynu zabronionego.
Cechy charakterystyczne – w wypadku sprawcy polecającego:
- brak władztwa nad realizacją znamion czynu zabronionego przez bezpośredniego wykonawcę,
- stosunek zależności,
- świadomość, że osoba, której wydaje polecenie, czuje się zobowiązana do posłuszeństwa.

Cechy charakterystyczne – w wypadku sprawcy wykonującego:
- działanie pod wpływem przymusu psychicznego,
- konieczność zrozumienia polecenia wykonania czynu zabronionego jako woli wyrażanej przez sprawcę polecającego.

#### Pomocnictwo
Pomocnictwo wiąże się z zamiarem, aby inna osoba dokonała czynu zabronionego. Pomocnik swoim zachowaniem ułatwia popełnienie tego czynu. Nie ma odpowiedzialności za nieudolne ułatwienie dokonania czynu. Pomocnictwem może być np. dostarczenie narzędzi lub środka przewozu, udzielenie rady lub informacji.
Nie jest możliwe nieumyślne pomocnictwo. Możliwa jest odpowiedzialność pomocnika za umyślną pomoc do nieumyślnego przestępstwa.
Pomocnictwo jest zrealizowane w momencie realizacji wszystkich znamion tej konkretnej formy zjawiskowej. Jest zawsze bezskutkowe.
Gdy sprawca usiłuje dokonać czynu zabronionego, pomocnik odpowiadać będzie jak za usiłowanie. Gdy sprawca nawet nie dopuścił się usiłowania, pomocnik odpowiada, lecz sąd może zastosować nadzwyczajne złagodzenie kary lub odstąpić od jej wymierzenia.

## Podział przestępstw

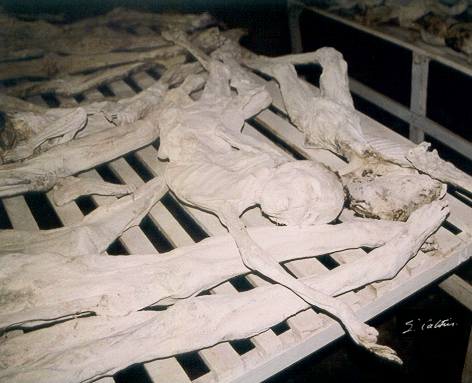
Zwłoki ofiar ludobójstwa w Rwandzie